# Oligosarcus longirostris
Oligosarcus longirostris är en fiskart som beskrevs av Menezes och Géry, 1983. Oligosarcus longirostris ingår i släktet Oligosarcus och familjen Characidae. IUCN kategoriserar arten globalt som livskraftig. Inga underarter finns listade i Catalogue of Life.